# Marcigny
Marcigny (ook wel Marcigny-sur-Loire) is een gemeente in het Franse departement Saône-et-Loire (regio Bourgogne-Franche-Comté). Marcigny telde op 1 januari 2022 1.711 inwoners. De plaats maakt deel uit van het arrondissement Charolles.

## Geschiedenis
In de tiende eeuw kwam Marcigny samen met de rest van Brionnais in het bezit van de familie de Semur. De plaats is ontstaan op een lage heuvelrug op de rechteroever van de Loire. In de loop van de elfde eeuw werden er twee kloosters gebouwd in Marcigny: een benedictijnenklooster in 1052 en een benedictinessenklooster toen jaar later. Dit vrouwenklooster kende een internationale uitstraling en ontving vrouwen uit de hoge adel. In 1137 stierf Adela van Engeland, de moeder van Stefanus van Engeland, in Marcigny. Dankzij deze kloosters en door zijn ligging op een een handelsweg kende Marcigny een bloeitijd tijdens de middeleeuwen.
In aanloop naar de Burgeroorlog tussen de Armagnacs en Bourguignons liet hertog Jan zonder Vrees zijn grenssteden in Bourgondië versterken. Dit was ook het geval in Marcigny. Rond 1409 werd de Tour du Moulin-des-Moines gebouwd. Deze dertien meter hoge toren heeft aan de basis 2,8 meter dikke muren. De ronde uitsteeksels op de muren hebben niet enkel een decoratieve functie, maar zouden ook tot doel gehad hebben kanonskogels af te weren.

## Geografie
De oppervlakte van Marcigny bedroeg op 1 januari 2022 8,15 vierkante kilometer; de bevolkingsdichtheid was toen 209,9 inwoners per km². De plaats ligt in het zuiden van Bourgondië, langs de Loire en het Canal latéral à la Loire.
De onderstaande kaart toont de ligging van Marcigny met de belangrijkste infrastructuur en aangrenzende gemeenten.

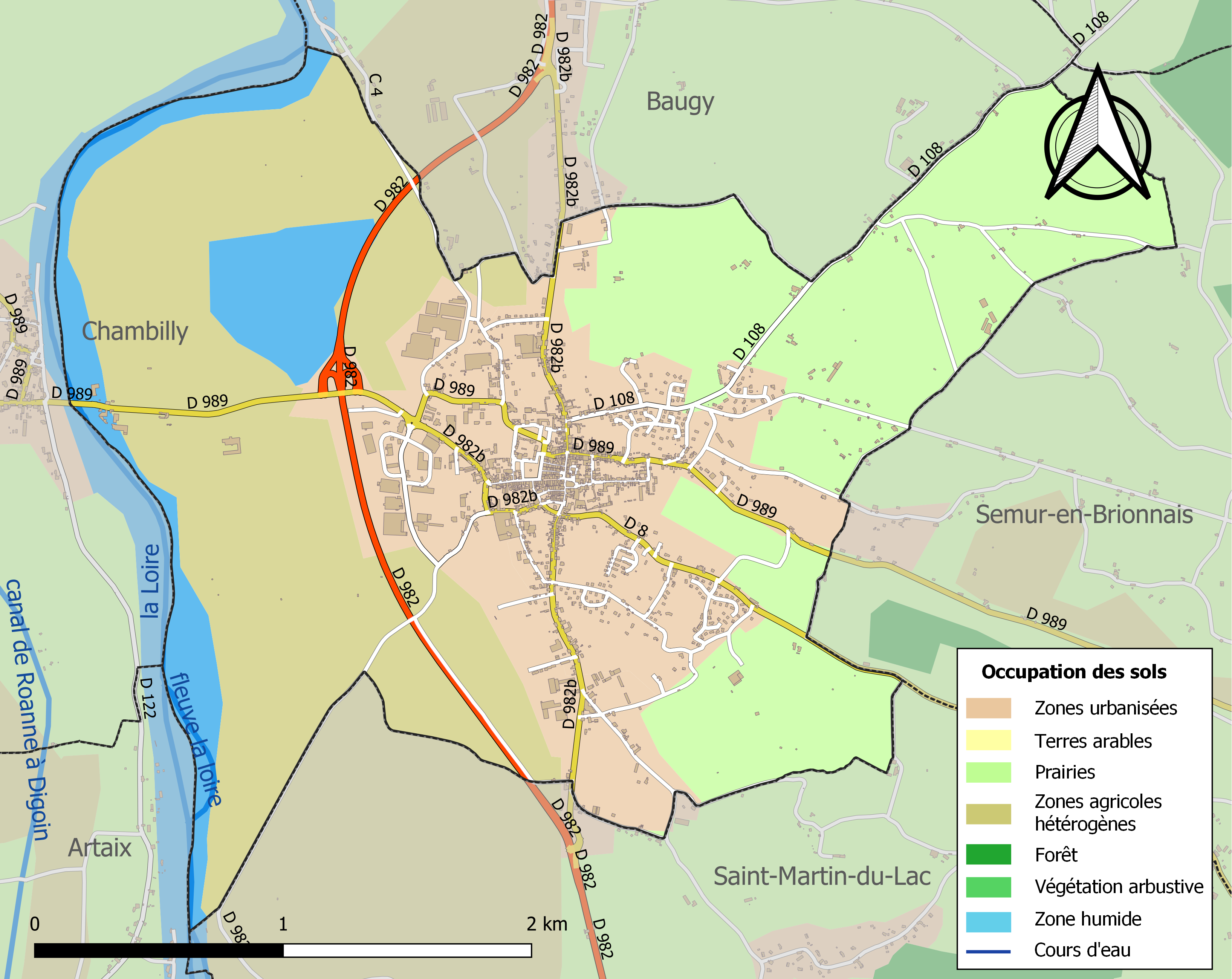

## Demografie
Onderstaande figuur toont het verloop van het inwonertal (bron: INSEE-tellingen).